# Киима
Киима (каз. Қима) — село в Жаксынском районе Акмолинской области Казахстана. Входит в состав Жанакииминского сельского округа. Находится примерно в 40 км к юго-востоку от центра села Жаксы. Код КАТО — 115243300.

## Население
В 1999 году население села составляло 2094 человека (1027 мужчин и 1067 женщин). По данным переписи 2009 года, в селе проживало 1395 человек (698 мужчин и 697 женщин).